# Thalassocypria aestuarina
Thalassocypria aestuarina is een mosselkreeftjessoort uit de familie van de Candonidae. De wetenschappelijke naam van de soort is voor het eerst geldig gepubliceerd in 1957 door Hartmann.